# دی‌پپتیدیل پپتیداز
دی‌پپتیدیل پپتیداز (انگلیسی: Dipeptidyl peptidase) نام نوعی آنزیم با عدد گروه آنزیمی ۳.۴.۱۴ است.
برخی انواع آن عبارتند از:
- کاتپسین سی یا دی‌پپتیدیل پپتیداز ۱[۱]
- دی‌پپتیدیل پپتیداز ۲
- DPP3 یا دی‌پپتیدیل پپتیداز-۳
- DPP4 دی‌پپتیدیل پپتیداز-۴
- DPP6 دی‌پپتیدیل پپتیداز-۶
- DPP7 دی‌پپتیدیل پپتیداز-۷
- DPP8 دی‌پپتیدیل پپتیداز-۸
- DPP9 دی‌پپتیدیل پپتیداز-۹
- DPP10 دی‌پپتیدیل پپتیداز-۱۰